# 小野功雄

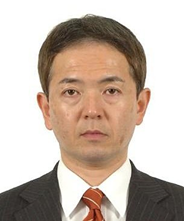
防衛省統合幕僚監部ホームページより

小野 功雄（おの いさお、1969年1月 - ）は、日本の防衛官僚。

## 人物
香川県出身。香川県立丸亀高等学校を経て、早稲田大学政治経済学部卒業。

## 略歴
- 1992年：防衛庁入庁　防衛局運用課
- 2010年：大臣官房文書課国会担当連絡調整官
- 2011年：大臣官房秘書課付（豪国防大学）
- 2012年：内閣府宇宙戦略室参事官
- 2014年：内閣官房内閣参事官
- 2017年：大臣官房企画評価課長
- 2018年：大臣官房文書課長
- 2020年：防衛装備庁調達事業部長
- 2021年：沖縄防衛局長
- 2023年：大臣官房審議官
- 2024年：統合幕僚監部総括官
- 2025年：大臣官房長[1]